# Francisco de Paula Tarín
Francisco de Paula Tarín y Arnau (Godelleta, c. 1847-Sevilla, 1910) fue un sacerdote y jesuita español.

## Biografía
Nacido  hacia finales de la década de 1840 en la localidad valenciana de Godelleta, fue miembro de la Compañía de Jesús. Falleció el 12 de diciembre de 1910 en Sevilla y fue enterrado en la iglesia del Sagrado Corazón de Jesús. En 1987 fue declarado venerable por la Iglesia católica,  durante el papado de Juan Pablo II.